# Mali Blues
Mali Blues ist ein deutscher Dokumentarfilm von Lutz Gregor aus dem Jahr 2016. Der Film erzählt von vier Musikern aus dem westafrikanischen Mali, die mit ihrer Musik für einen toleranten Islam und ein Land in Frieden kämpfen. Uraufgeführt wurde der Film im April 2016 beim internationalen Dokumentarfilmfestival Visions du Réel in Nyon (Schweiz), Nordamerika-Premiere hatte er im September 2016 auf dem Toronto International Film Festival.

## Handlung
Der Film porträtiert vier Musiker, die sich mit ihrer Musik für einen neuen Aufbruch in Afrika engagieren: 
- Fatoumata Diawara singt in ihren Singer/Songwriter-Balladen vom Leben als afrikanische Frau und überholten Traditionen
- Bassekou Kouyaté, der Griot und Grammy-nominierte Weltmusiker, integriert traditionelle afrikanische Instrumente in die moderne Rockmusik
- Ahmed Ag Kaedi erzählt mit seinen Tuareg-Gitarrenriffs von der Sehnsucht nach der Wüste
- Master Soumy rappt stellvertretend für die junge Generation in Mali

Mali Blues ist ein bunter Musikfilm; afrikanischer Hip-Hop trifft auf den Geist von Jimi Hendrix, Desert Blues auf tanzbaren AfroRock. Ein Film über die einende Kraft der Musik, der in Zeiten unzähliger Schreckensmeldungen ein positives Bild von Afrika und seinen Menschen zeichnet.

## Auszeichnungen
- 2016: Bester Film auf dem 'Unerhört International Filmfestival Hamburg'

## Pressestimmen
„MALI BLUES ist ein hinreißender Mix aus Widerstandsgeist, cooler Musik und unbedingter Lebensfreude.“

„Was Musik kann, in einem Land, in dem Islamisten sie verboten haben, das erlebt, wer ins Kino geht und sich den Film MALI BLUES anhört und schaut. Der Film erzählt von vier Musikern, die mit ihrer Musik nicht nur sich, sondern die ganze Gesellschaft heilen wollen. Er trifft mitten ins Herz, nimmt uns mit in ein Land, das vibriert und in dem die Musik versöhnt - voller Sehnsucht und voller Hoffnung.“

„Wie tief die Wunden sind, die die Terroristen nicht nur in die Musikszene Malis geschlagen haben, zeigt der beeindruckende Dokumentarfilm "Mali Blues" von Lutz Gregor.“

„Die Kamera fängt aussagekräftige Impressionen aus dem Alltagsleben ein, das sich überwiegend draußen abspielt. […] Wenn die Menschen singen und tanzen, bricht unbändige Lebensfreude durch, die auch in den schön gefilmten Konzertsequenzen zu beobachten ist. […] Lutz Gregors Film zeigt mit großer Unmittelbarkeit, dass aus Malis musikalischer Tradition ein sozialer Widerstandsgeist erwächst, der in Zukunft nicht nur den Islamisten im Land ernsthaft in die Parade fahren könnte.“